# Lapeirousia barklyi
Lapeirousia barklyi är en irisväxtart som beskrevs av John Gilbert Baker. Lapeirousia barklyi ingår i släktet Lapeirousia och familjen irisväxter. Inga underarter finns listade i Catalogue of Life.